# Well (Lincolnshire)
Pour les articles homonymes, voir Well.
Well est une paroisse civile et un village du Lincolnshire, en Angleterre.